# Laura Antoniou
Laura Antoniou (nacida en 1963) es una novelista estadounidense. Es la autora de la serie de novelas de temática BDSM The Marketplace, publicadas originalmente bajo el seudónimo de Sara Adamson.

## Carrera
Antoniou es conocida por su trabajo como editora y pionera en el campo de la ficción erótica contemporánea y, en particular, como editora de antologías de erótica lésbica, incluyendo la serie de tres volúmenes Leather Women, Some Women y By Her Subdued, No Other Tribute, y una colección de cuentos cortos y ensayos titulada The Catalyst and Other Works. En 2011 ganó el premio John Preston de Ficción Corta de la National Leather Association por su cuento "That's Harsh", publicado en la edición electrónica de The Slave.
La ficción de Antoniou y sus ensayos sobre puntos de vista alternativos de los roles sexuales han sido citados por escritores sobre la evolución de la ficción erótica, y sobre la política social de los roles de género. La documentalista y autora Tanya Trepanier describió a Antoniou como parte de una tendencia creciente de novelistas que exploran formas híbridas de identidad, incluida la identidad cultural y sexual, que no encajan en categorías sencillas, utilizando la narración de historias como una forma de entender las identidades que no pueden definirse fácilmente de manera tradicional. En un análisis de los novelistas contemporáneos en el ámbito de la ficción erótica femenina, Carolyn Allen cita los escritos de Antoniou para describir el concepto de que todas las relaciones entre las personas incluyen elementos de intercambio de poder, en los que una pareja asume el papel más dominante incluso en las interacciones cotidianas. Nikki Sullivan, profesora de Estudios Culturales y Críticos en la Universidad Macquarie, en su ensayo Sadomasochism as Resistance? se refiere a la descripción de Antoniou de los roles sexuales como una estructura suelta, debido a las muchas opciones disponibles para los participantes, siendo el elemento clave la elección de qué participante guía las actividades.
Los escritos de Antoniou se encuentran en el Museo del Cuero.